# Connie Nielsen
Connie Inge-Lise Nielsen (Frederikshavn, 3 juli 1965) is een Deens actrice. Ze won onder meer een Empire Award in 2001 voor haar rol in Gladiator. Tevens werd ze genomineerd voor onder meer een Saturn Award in 2003 (voor One Hour Photo) en zowel de officiële als de publieksprijs voor beste actrice op de European Film Awards 2005 (voor de Deens-Zweeds-Noorse oorlogsfilm Brødre).

## Loopbaan
Connie Nielsen groeide op in Elling, niet ver van haar geboorteplaats Frederikshavn. Op 18-jarige leeftijd verliet ze Denemarken om haar internationale mogelijkheden als model en actrice te exploreren. Ze woonde en werkte achtereenvolgens in Parijs, Rome, Milaan, Zuid-Afrika en New York. Nielsens vermogen om zich verstaanbaar te maken in meer dan vijf verschillende talen, komt deels voort uit deze verhuizingen.
Ze maakte in 1984 haar film- en acteerdebuut als Eva in de Franse (en Franstalige) komedie Par où t'es rentré? On t'a pas vu sortir. Sindsdien speelde ze meer dan twintig Frans, Italiaans, Engels dan wel Deens gesproken filmrollen. Hoewel ze werd geboren in Denemarken speelde Nielsen in meer dan tien andere films voordat ze in Brødre (2004) voor het eerst gestalte gaf aan een Deens sprekend filmpersonage. Nielsens acteercarrière speelt zich voornamelijk af op het witte doek. In 2006 maakte ze een uitzondering voor de televisieserie Law & Order: Special Victims Unit, waarin ze zes afleveringen detective Dani Beck speelde. In 2021 had ze de hoofdrol in de Channel 4-serie Close to Me.

## Persoonlijk
Nielsen beviel in 2007 van haar tweede zoon. Deze kreeg ze samen met Metallica-drummer Lars Ulrich. Haar eerste zoon werd geboren in 1990 en kwam voort uit een eerdere relatie.

## Filmografie

### Film
*Exclusief televisiefilms, tenzij vermeld
| - Nobody 2 (2025) - Gladiator II (2024) - Nobody (2021) - Zack Snyder's Justice League (2021) - Wonder Woman 1984 (2020) - Justice League (2017) - Wonder Woman (2017) - Stratton (2017) - Løvekvinnen (2016) - Le confessioni (2016) - Ali and Nino (2016) - The Runner (2015) - Ali Relative (2014) - Return to Zero (2014) - 3 Days to Kill (2014) - Nymphomaniac (2013) - Perfect Sense (2011) - Kidnappet (2010) - A Shine of Rainbows (2009) - Battle in Seattle (2007) | - The Situation (2006) - The Ice Harvest (2005) - The Great Raid (2005) - Return to Sender (2004) - Brødre (2004) - Basic (2003) - The Hunted (2003) - Demonlover (2002) - One Hour Photo (2002) - Gladiator (2000) - Mission to Mars (2000) - Dark Summer (2000) - Soldier (1998) - Rushmore (1998) - Permanent Midnight (1998) - The Devil's Advocate (1997) - Voyage (1993, televisiefilm) - Vacanze di Natale '91 (1991) - Par où t'es rentré? On t'a pas vu sortir (1984) |

### Televisieseries
*Exclusief eenmalige gastrollen
- Close to Me - Jo (2021, zes afleveringen)
- The Good Wife - Ramona Lytton (2014-2015, vier afleveringen)
- The Following - Lily Gray (2014, dertien afleveringen)
- Boss - Meredith Kane (2011-2012, achttien afleveringen)
- Law & Order: Special Victims Unit - Danielle 'Dani' Beck (2006, zes afleveringen)
- Okavango: The Wild Frontier - Lena (1994, zestien afleveringen)
- Colletti bianchi - Marilù (1988, twaalf afleveringen)